# Pieve di Riva
La pieve di Riva o pieve di San Vitale era un'antica pieve della diocesi di Como e del baliaggio di Lugano con capoluogo Riva San Vitale.
Il patrono era san Vitale, al quale è ancora oggi dedicata la chiesa parrocchiale di Riva.

## Storia
La pieve di Riva fu una delle più antiche dipendenze di Como e del contado del Seprio, e nel XII secolo era in stretta collaborazione con le chiese di Uggiate e Balerna. Il primo arciprete conosciuto fu un certo Lanfranco di Melano, morto nel 1254. Agli inizi del Rinascimento la pieve religiosa, come tutte quelle del Ducato di Milano, assunse anche una funzione amministrativa, anche se con leggere discrasie territoriali; erano infatti completamente sottoposte a Riva:
- Arogno (Santo Stefano)
- Arzo (Santi Nazario e Celso)
- Besazio (Immacolata Concezione)
- Bissone (San Carpoforo)
- Brusino Arsizio (San Michele)
- Maroggia (San Pietro)
- Melano (Sant’Andrea)
- Meride (San Silvestro)
- Rancate (Santo Stefano)
- Rovio (Santi Vitale e Agata)
- Tremona (Maria Assunta)

era sottoposta a Riva solo amministrativamente:
- Capolago,

era invece sottoposta a Riva solo religiosamente:
- Saltrio (Santi Gervaso e Protaso).

Nel 1512 l'intero territorio subì l'invasione dei confederati elvetici, che iniziarono una guerra quadriennale contro la Francia per il controllo del Nord Italia, conclusasi nel 1516 con il Trattato di Friburgo che segnò la definitiva annessione alla Svizzera della pieve di Riva che, con quelle di Agno, Balerna e Capriasca entrò nel neocostituito Baliaggio di Lugano, dipendenza diretta della Confederazione.
La pieve amministrativa e quella religiosa terminarono in periodi simili: per la seconda fu disposto nel 1790 l'aggregazione alla più florida Lugano, mentre per la prima fu fatale l'invasione giacobina del 1798, allorquando fu brevemente dichiarata una repubblica rivoluzionaria subito soppressa a favore di una più larga provincia costituita secondo i canoni centralistici e antifederalistici degli invasori: il Cantone di Lugano. Secondo i dettami napoleonici le pievi cedettero il posto a moderni e più ampi distretti che, a differenza dell’area lombarda, in Svizzera perdurano tuttora.